# Poškození rostlin povětrnostními vlivy

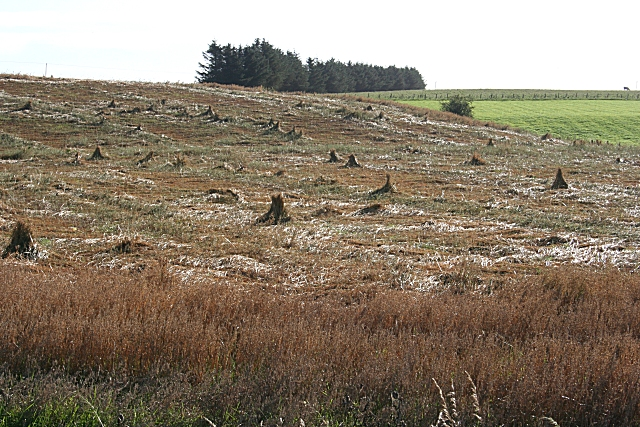
Poškození polních plodin deštěm.

Poškození rostlin povětrnostními vlivy patří mezi environmentální poranění rostlin mezi něž je mimo meteorologické a klimatické faktory řazeno i poškození ohněm. Jde o fyziologická poškození rostlin způsobené působením meteorologickými vlivy na rostlinu. Uvedenými faktory mohou být poškozeny všechny druhy rostlin. Poškození rostlin působením některého z meteorologických prvků je jedním z nejčastějších abiotických poškození rostlin. K škodám může docházet v různých obdobích roku a způsobené škody často nelze předem eliminovat. 

## Poškození srážkami
Déšť je forma kapalných vertikálních srážek vypadávajících z oblaků. Poškození rostlin deštěm je často způsobeno prudkými dešti, kdy dochází k poléhání rostlin, jejich znečištění a poranění. Deště způsobují také poškození květů (růže, ovocné dřeviny), vlivem deště nedochází k opylení. Plody vlivem dlouhotrvajících srážek mění své chuťové vlastnosti (dochází k fyziologickým změnám - sklovitost jablek), nebo mohou praskat (třešně, rajčata) a plody jsou dále poškozovány patogeny. Semena dlouhotrvajícími srážkami vypadávají ze semeníků a mohou klíčit (mák, luskoviny, obiloviny). Déšť může způsobovat rozklesnutí koruny u jehličnanů. Během chladného období roku dochází k tvorbě namrzajících srážek a následně k lámání větví nebo stromů.

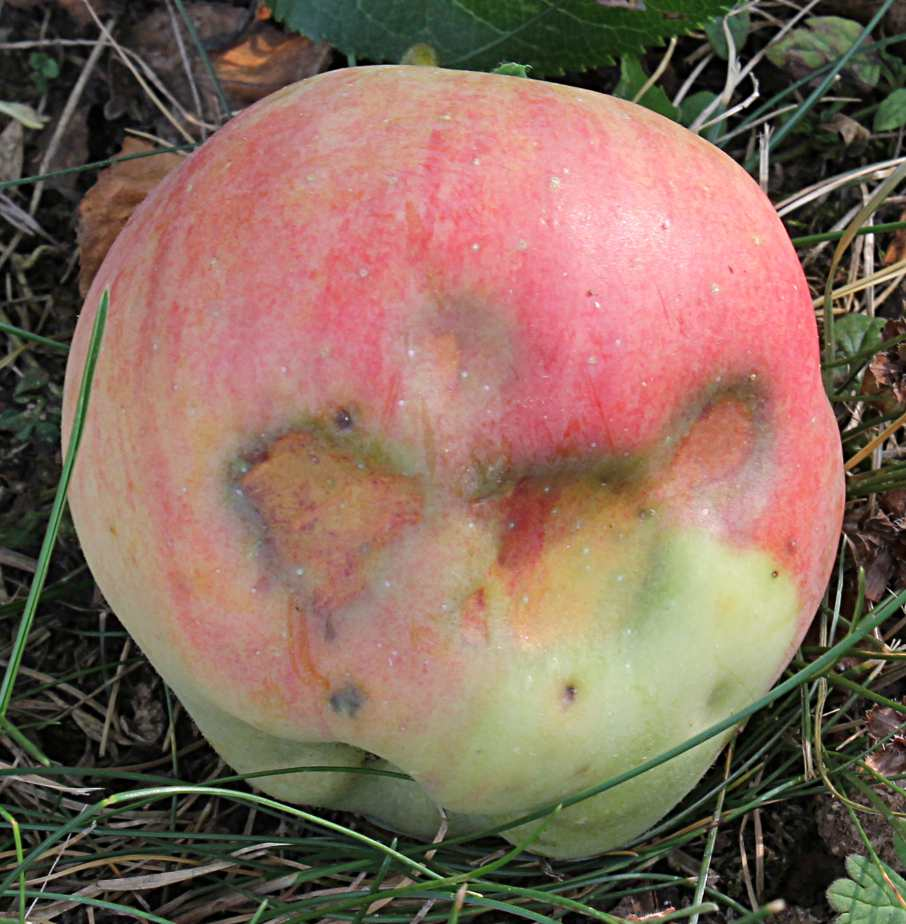
Zhojené deformace vyvolané poškozením kroupami.

Poškození kroupami jsou obvykle patrné na jedné straně rostlin. Hlavními příznaky jsou roztřepené listy, poranění na větvích, ulámané větvičky, poničené květy a plody a mladé rostliny. Devastace zrajících plodů bývá nenapravitelná a rovněž listová zelenina může být neprodejná. Největší škody jsou způsobovány na zeleninách s křehkými nebo velkými listy.
Dlouhotrvající sněhová pokrývka může způsobit deformace porostů a podpořit vývoj houbových chorob, například plísně sněžné. Vysoká sněhová pokrývka u některých dřevin, zvláště u jehličnanů může vyvolat změny v koruně (typické pro jalovce), rozklesnutí, lámání, vývraty.

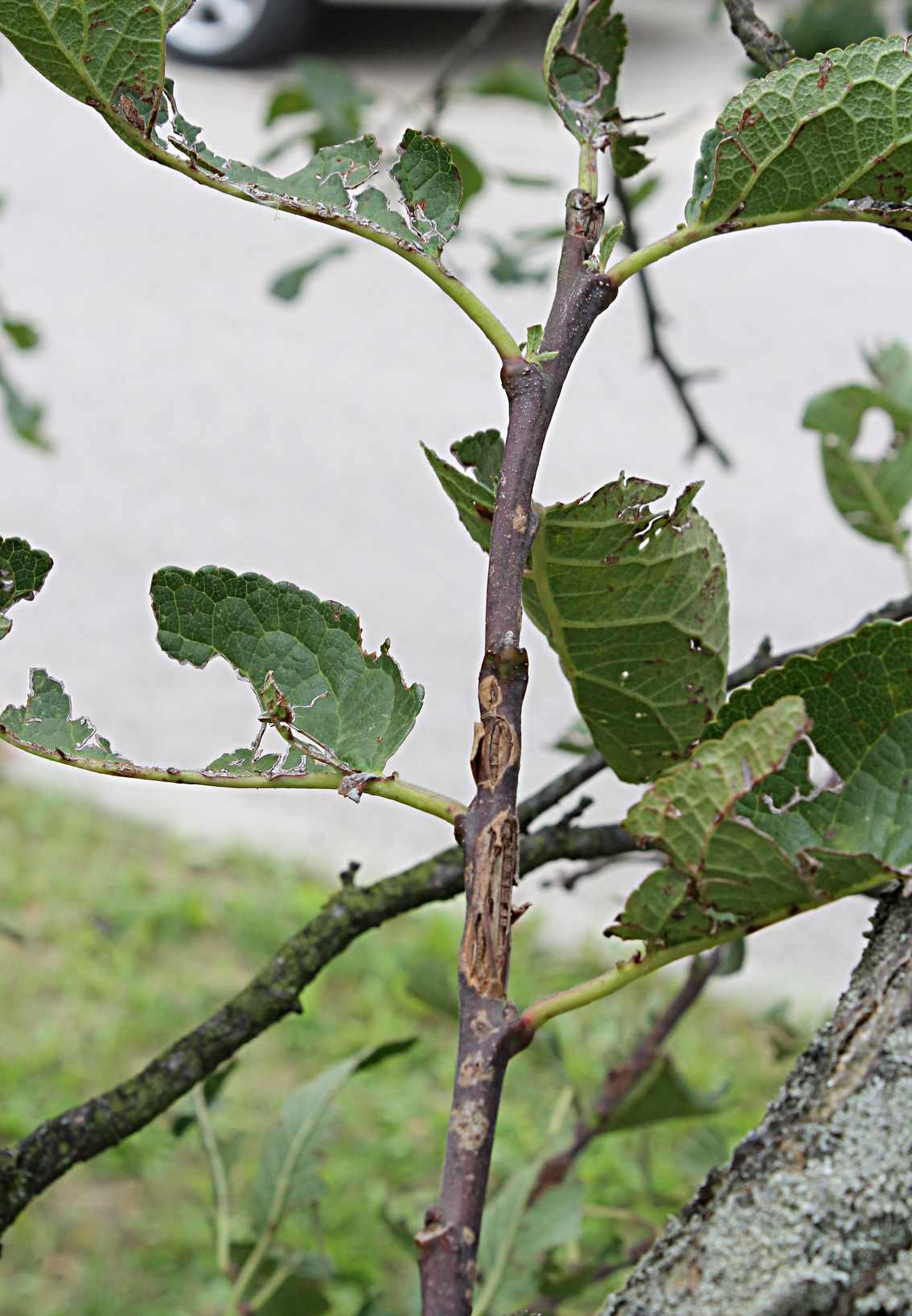
Poškození listů a větviček u jabloně.
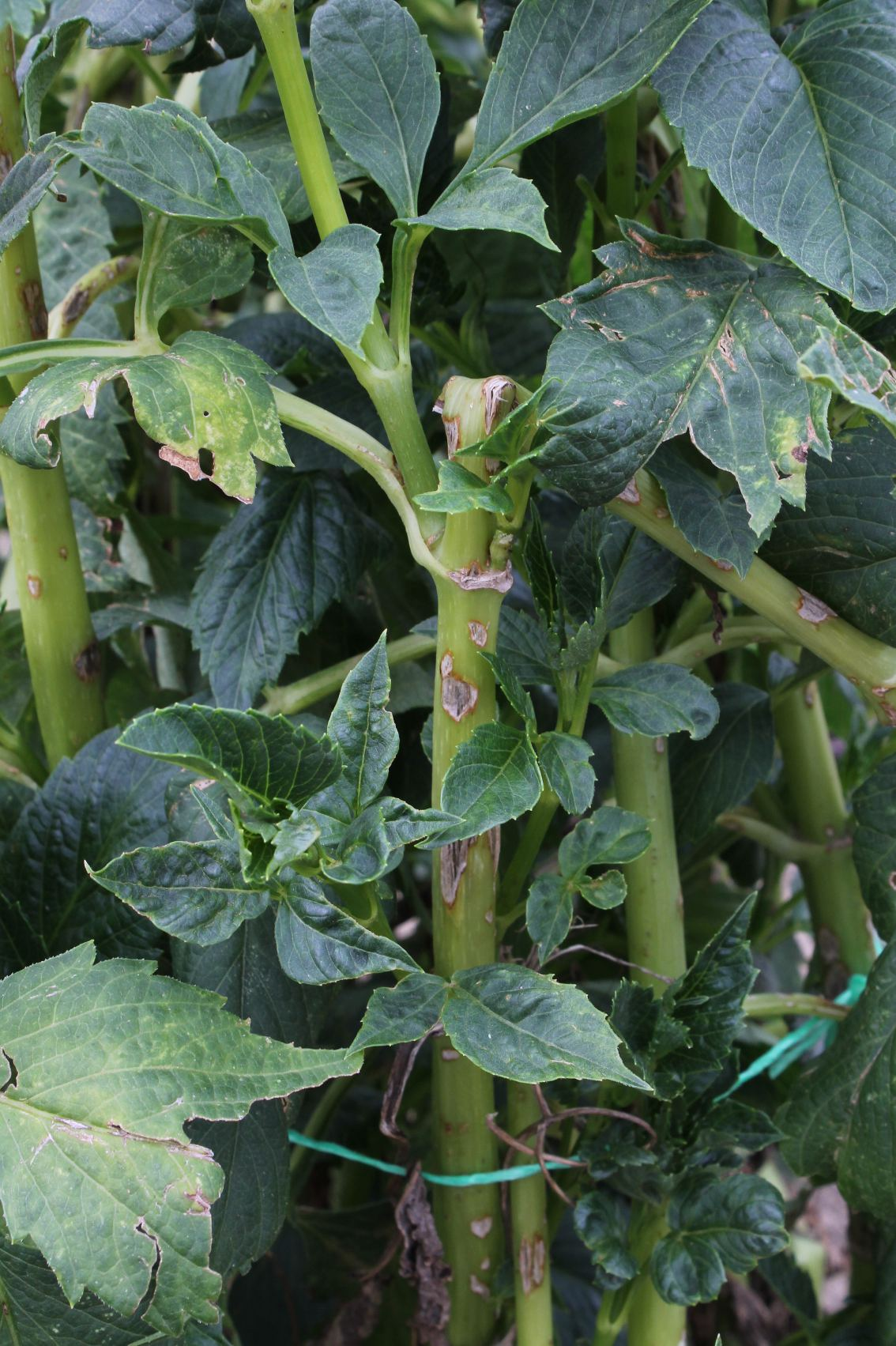
Poškození bylin kroupami.
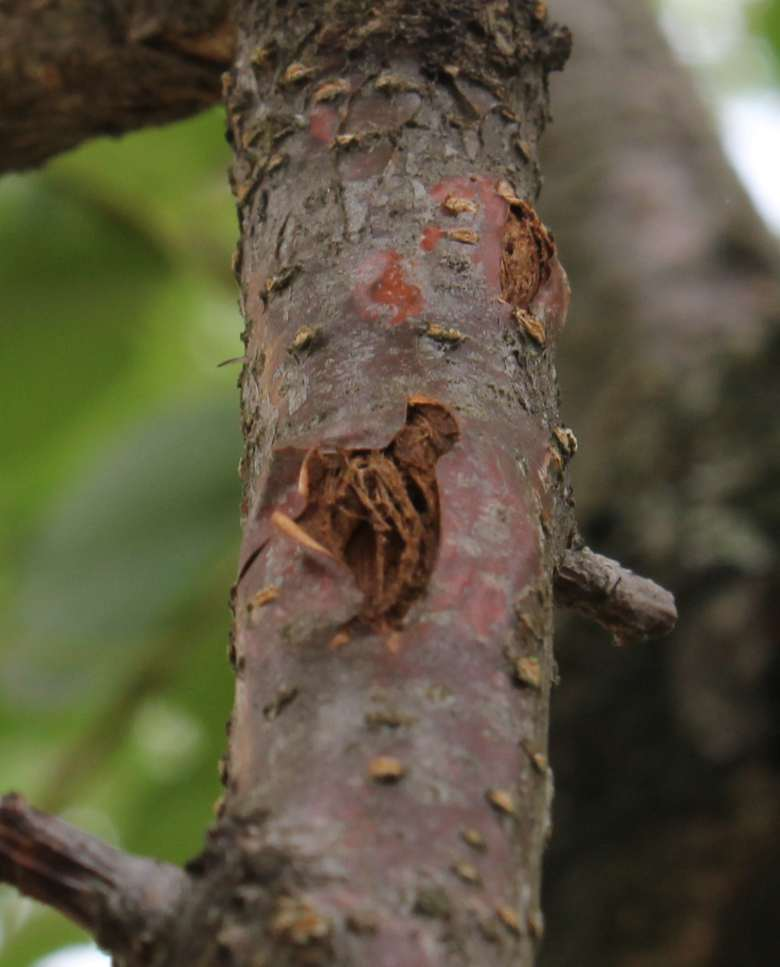
Poškození větví kroupami může být vstupní branou houbových chorob.

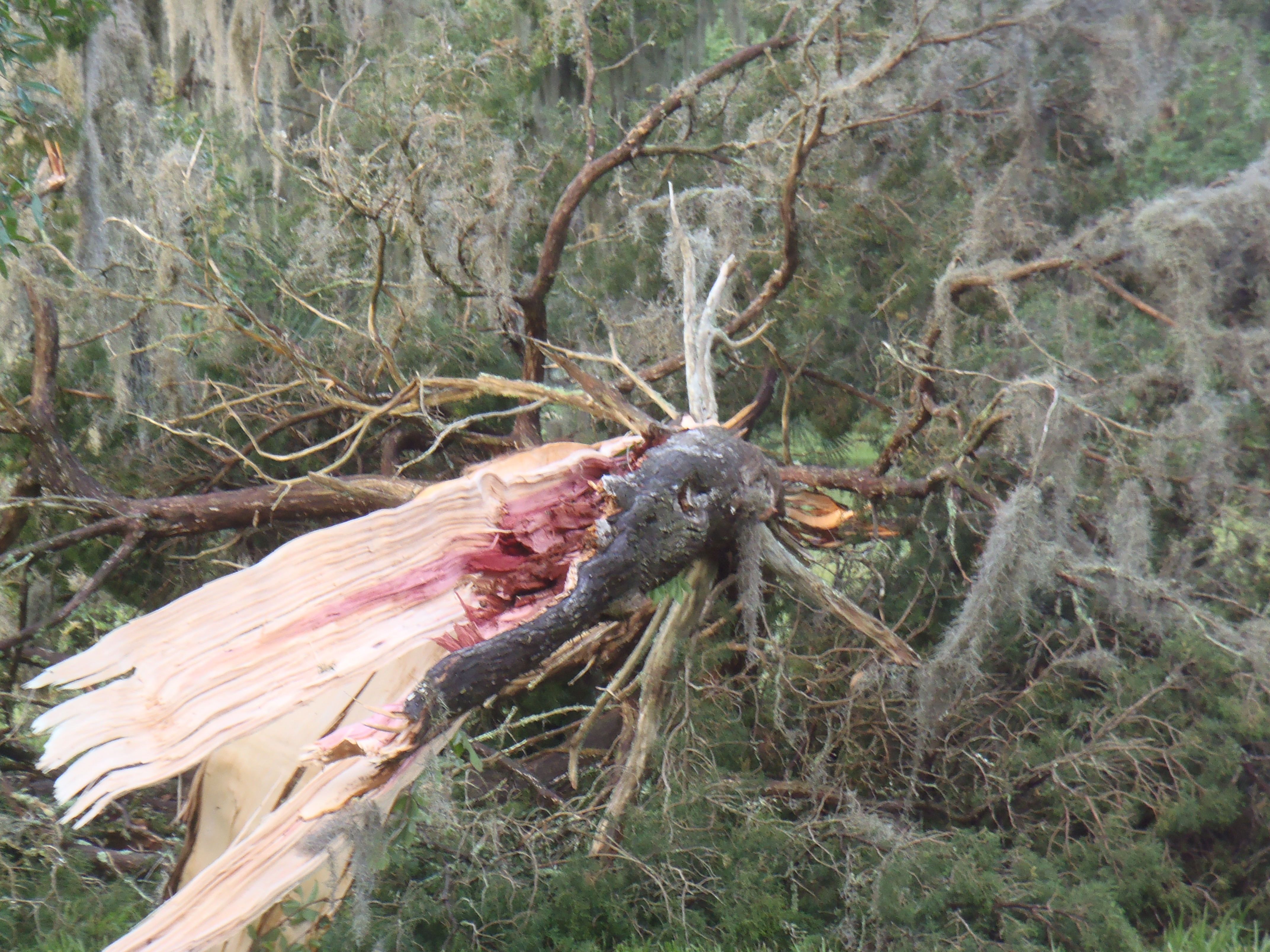
Poškození bleskem.

## Poškození bleskem
Rostlina je při zasažení bleskem poškozována teplem a mechanicky. Při úderu blesku se během 100 miliontin sekundy zvýší teplota na 27 760 °C, rovněž se zvedá tlak v pletivech, a to na 10 až 100násobek, což vede k roztržení kmene. Důležitá je výška stromu, stanoviště, a poloha vůči jiným objektům. Předpokládá se, že jsou bleskem poškozovány stromy spíše na vlhkých místech než na suchých a stromy se spíše hrubou kůrou než hladkou. Stromy s hladkou kůrou se rychleji smáčí při dešti a dojde k rychlejšímu svedení výboje. Více jsou poškozovány duby, hrušně, topoly, vrby, jilmy než buky, habry, jírovce a olše. Rozsah škod je úměrný intenzitě výboje a vlhkosti prostředí.
Poškození stromů bleskem se projevuje zjevným rozštípnutím kmene, vertikálně poškozenými pletivy, především poničen pás borky stromů, která bývá oddělena od dřeva. Rovněž dřeń výhonů může být oddělena od dřeva a suchá, tmavá nebo zčernalá. Žilky listů a celé listy hnědnou a opadávají. Elektrický výboj se může přenášet kořeny na okolní stromy, které mohou být také poškozeny, což se projevuje fyziologickými poruchami. Stromy ohrožené blesky lze chránit instalací bleskosvodu.
Bleskem bývají poškozeny nejen stromy, ale někdy i polní rostliny. Bleskem poškozené rostliny lze najít kolem místa úderu, často poblíž konstrukcí a kovových vedení. Poškozené rostliny postupně vadnou a odumírají. Je popsáno poškození révy vinné bleskem, kdy byly keře poškozeny a odumíraly v kruzích, nebo při vedení révy na drátech, v řadách.

## Poškození větrem
Větrem se rozumí horizontální složka proudění vzduchu v atmosféře. Mezi podstatné vlastnosti proudění vzduchu s ohledem na poškození rostlin patří jeho směr, rychlost a teplota, tedy ochlazovací účinek.
Silný vítr spolu s teplem, nebo slunečním zářením může vést k nadměrné transpiraci, vítr nebo jím nesený materiál může mechanicky poškozovat pletiva rostlin.
Vlivem intenzity proudění dochází k přímým škodám např. opad plodů, lámání větví, vyvracení stromů, typické deformace růstu ve směru převládajícího proudění.
V souvislosti se slunečním zářením nebo teplem může způsobit fyziologické usychání, především v zimě a na předjaří (fyziologická sypavka).

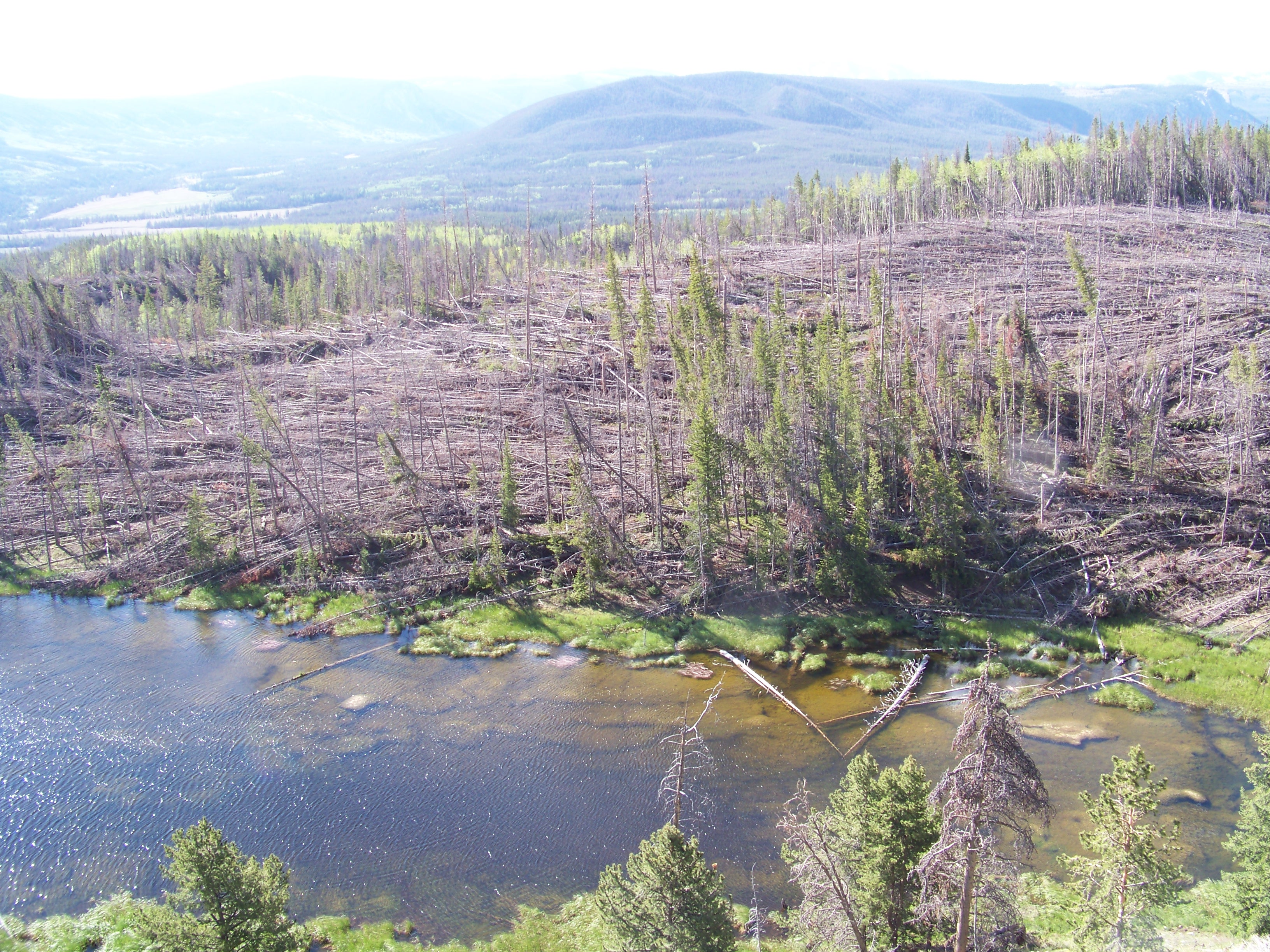
Poškození lesa větrem.
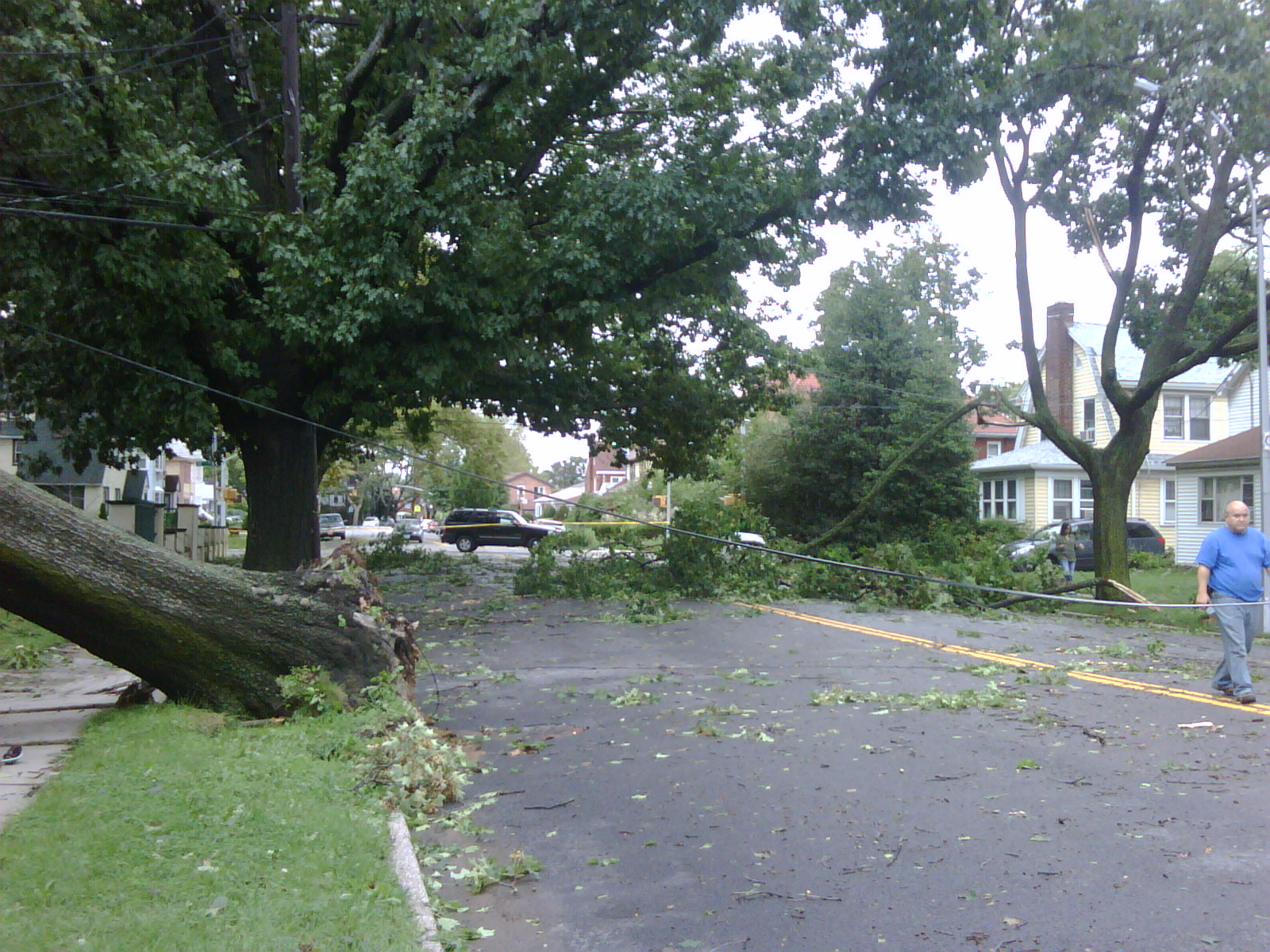
Poškození veřejné zeleně větrem.
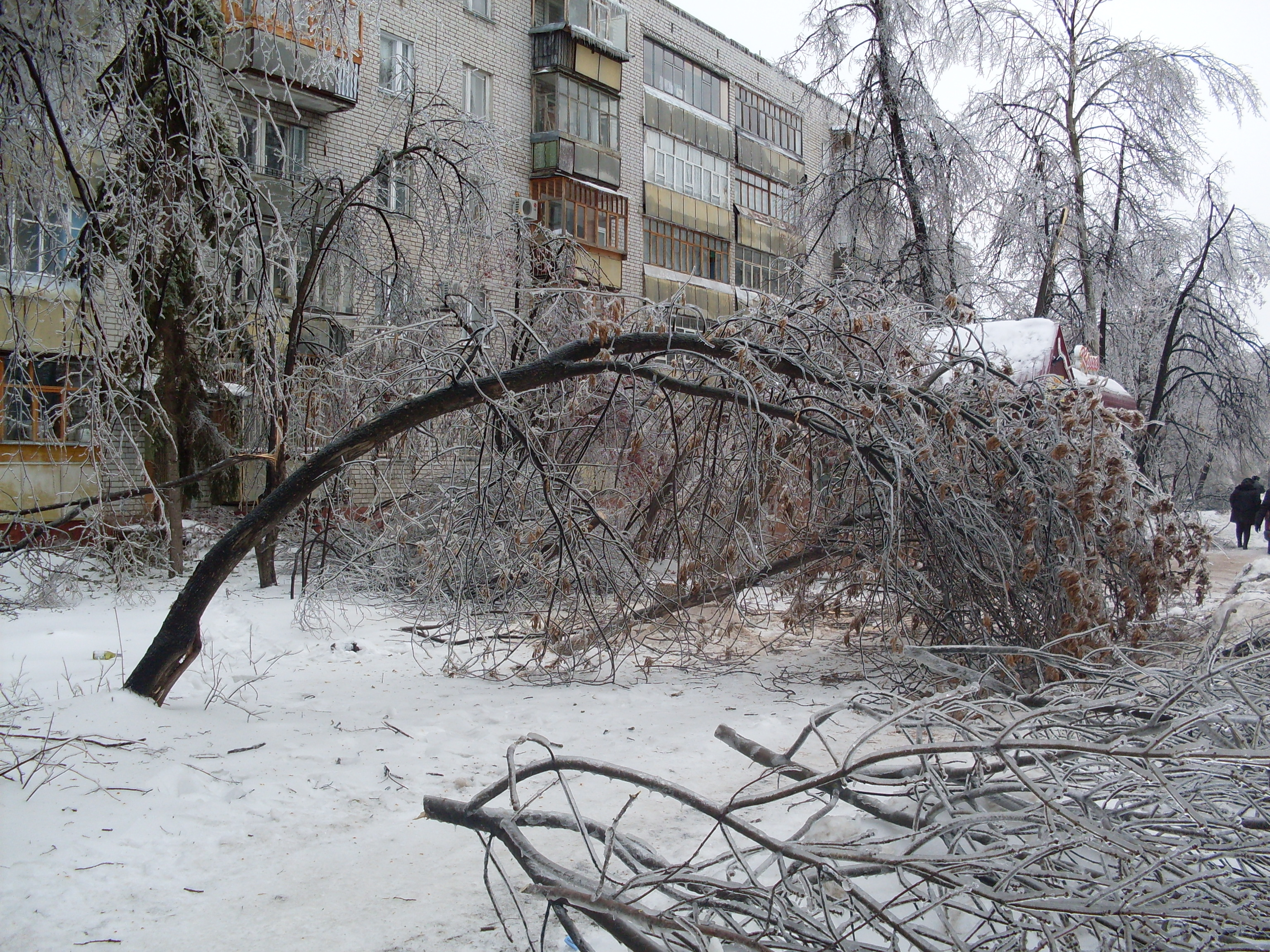
Poškození ledem.
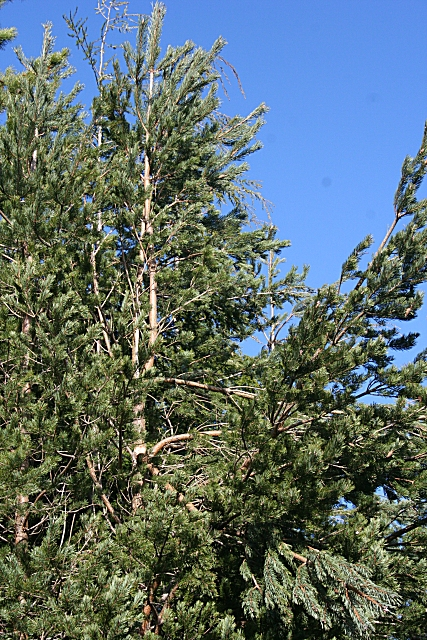
Rozklesnutí koruny sněhem.